# Đối tượng tự do
Trong toán học, một đối tượng tự do là một khái niệm cơ bản của đại số trừu tượng.

## Định nghĩa
Đặt (C,F) là một phạm trù cụ thể (nghĩa là F: C → Set là một hàm tử chung thủy), và đặt X là một tập hợp (được gọi là cơ sở), A ∈ C một đối tượng và i: X → F(A) một đơn ánh (còn được gọi là chèn chính tắc). Chúng ta nói rằng A là một đối tượng tự do trên X (đối với i) khi và chỉ khi nó thỏa mãn tính chất phổ quát sau:
với mọi đối tượng B và bất kỳ ánh xạ nào giữa các tập hợp f: X → F(B), tồn tại một cấu xạ duy nhất g: A → B sao cho f = F(g)∘i. Đó là, giản đồ sau giao hoán:
{\displaystyle {\begin{array}{c}X{\xrightarrow {\quad i\quad }}F(A)\\{}_{f}\searrow \quad \swarrow {}_{F(g)}\\F(B)\quad \\\end{array}}}
Theo cách này, hàm tử gán đối tượng tự do A cho tập X là một adjoint trái của hàm tử quên.

## Danh sách các đối tượng tự do
- Không gian rời rạc
- Nhóm tự do